# Festival du film de Londres 2019
Le Festival du film de Londres 2019, 63e édition du festival, se déroule du 2 au 13 octobre 2019.

## Déroulement et faits marquants
Le 12 octobre 2019, le palmarès est dévoilé : le prix du meilleur film est remporté par Monos de Alejandro Landes, le prix du meilleur premier film par Atlantique de Mati Diop,.

## Jury[3]

### Compétition officielle
- Wash Westmoreland (président du jury), réalisateur
- Jane Crowther, monteur
- Hayley Squires, actrice
- Sudabeh Mortezai, réalisateur
- Lena Headey, actrice
- Mohamed Hefzy, scénariste

### Compétition premier long métrage
- Jessica Hausner (présidente du jury), réalisatrice
- Shola Amoo, scénariste
- Theresa Ikoko, dramaturge
- Hong Khaou, réalisateur

### Compétition documentaire
- Yance Ford (président du jury), réalisateur
- Cíntia Gil, ancien directeur de DocLisboa
- Julia Nottingham, producteur

## Sélection

### En compétition officielle
- Fanny Lye Deliver'd de Thomas Clay  Royaume-Uni  Allemagne
- Honey Boy de Alma Har’el  États-Unis
- Lingua Franca de Isabel Sandoval  États-Unis
- La Llorona de Jayro Bustamante  Guatemala  France
- Moffie de Oliver Hermanus  Autriche
- Monos de Alejandro Landes  États-Unis
- The Other Lamb de Małgorzata Szumowska  Chine
- The Perfect Candidate de Haifaa al-Mansour  Allemagne  Arabie saoudite
- Rose Plays Julie de Christine Molloy et Joe Lawlor  Irlande  Royaume-Uni
- Saint Maud de Rose Glass  Royaume-Uni

### Film d'ouverture
- The Personal History of David Copperfield de Armando Iannucci

### Film de clôture
- The Irishman de Martin Scorsese

### En compétition premier long métrage
- Atlantique de Mati Diop  France  Sénégal  Belgique
- Babyteeth de Shannon Murphy  Australie
- Calm with Horses de Nick Rowland  Royaume-Uni  Irlande
- House of Hummingbird de Bora Kim  Corée du Sud  États-Unis
- Instinct de Halina Reijn  Pays-Bas
- The Last Black Man in San Francisco de Joe Talbot  Espagne
- Make Up de Claire Oakley  Royaume-Uni
- Relativity de Mariko Minoguchi  Allemagne
- Scales de Shahad Ameen  Arabie saoudite  Émirats arabes unis  Irak

## Palmarès
- Meilleur film : Monos de Alejandro Landes
- Meilleur premier film : Atlantique de Mati Diop
- Meilleur documentaire : White Riot de Rubika Shah
- Meilleur court métrage : Fault Line de Soheil Amirsharifi